# Meyrickella torquesauria
Meyrickella torquesauria là một loài bướm đêm thuộc họ Erebidae. Nó được tìm thấy ở Queensland và New South Wales ở Úc.
Sải cánh dài khoảng 20 mm.
Ấu trùng ăn Callitris columellaris.

## Hình ảnh

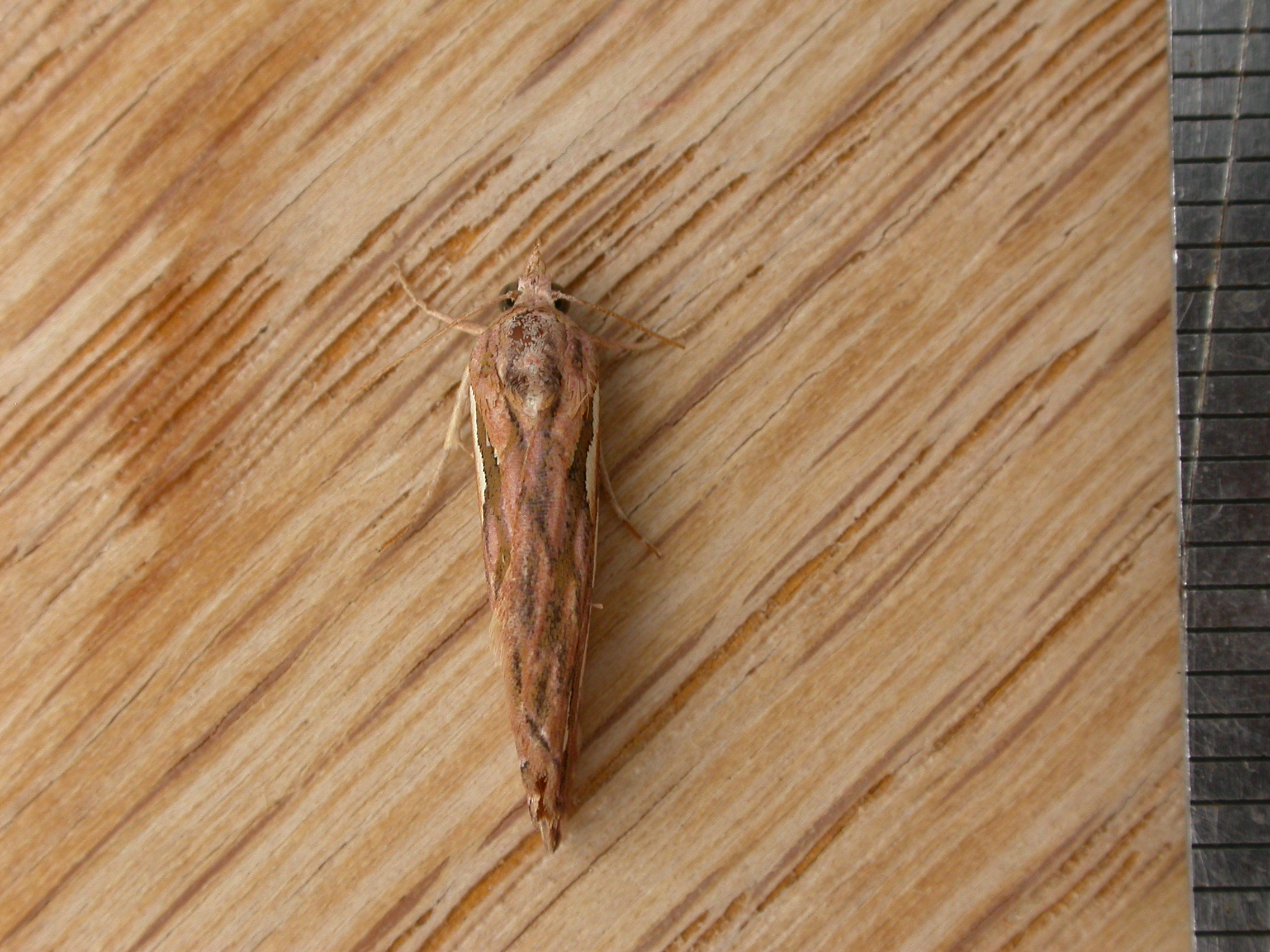
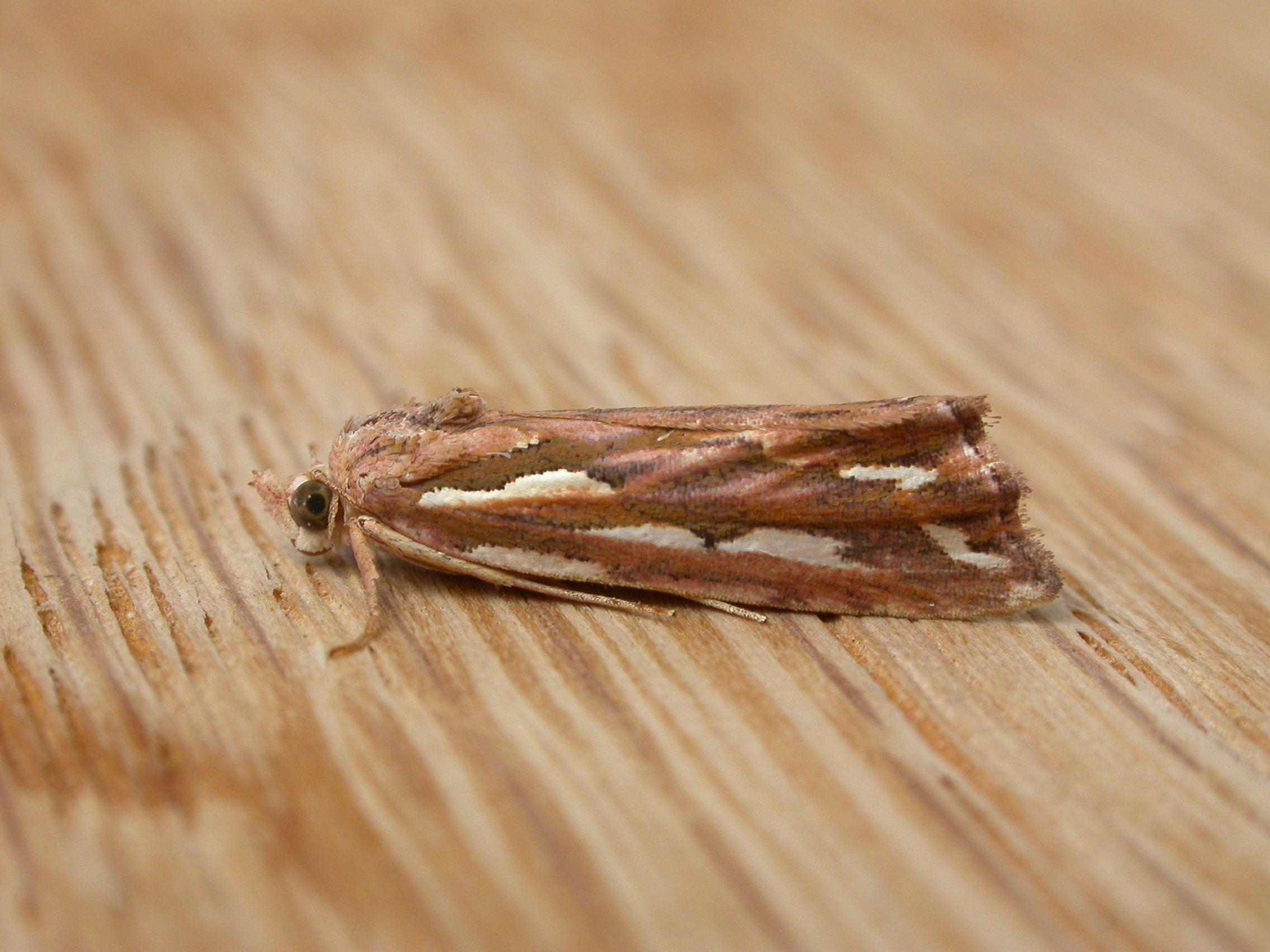